# Bolontunil
Bolontunil es una localidad del municipio de Chumayel en el estado de Yucatán, México.

## Toponimia
El nombre (Bolontunil) significa en idioma maya numerado con nueve piedras.

## Hechos históricos
- En 1921 cambia su nombre de Bolontunil a Bolantunil.
- En 1990 cambia a Bolontunil.